# Сингапур на летних Олимпийских играх 1996
Сингапур принимал участие в Летних Олимпийских играх 1996 года в Атланте (США) в одиннадцатый раз за свою историю, но не завоевал ни одной медали. Сборную страны представляли 5 женщин.